# Psilotum
Psilotum is een geslacht van varens uit de familie Psilotaceae. Het lijken zeer primitieve vaatplanten, waarvan het onduidelijk is of zij behoren tot een basale afsplitsing van de Euphyllophyta, of dat het een varen is waarbij de bladeren door evolutie vrijwel zijn verdwenen. Psilotum komt voor in droge subtropische en tropische gebieden in Amerika, Azië en de Stille Oceaan, met enkele geïsoleerde populaties in Zuidwest-Europa.

## Naamgeving en etymologie
- Synoniemen: Hoffmannia Willd. (1789), Bernhardia sect. Psilotum (Sw.) K.Mull. (1800), Tristeca Mirbel (1802)

De botanische naam Psilotum is afgeleid van het Oudgriekse ψιλός, psilos (naakt), naar de afwezigheid van allerlei organen die bij andere varens wel voorkomen.

## Kenmerken
De diploïde sporofyten van Psilotum zijn middelgrote epifytische of terrestrische planten. De plant bestaat uit vertakte, groene assen (stengels). Psilotum heeft vertakte ondergrondse assen en geen echte wortels. Op het rizoom (wortelstok) bevinden zich rizoïden, die water en voedselstoffen opnemen met behulp van een mycorrhiza, een symbiose van wortels en schimmels. Psilotum bezit ook microfyllen: blad-achtige enaties, kleine, schubachtige structuren zonder nerven.
De tot een synangium in groepjes van twee of drie vergroeide sporendoosjes of sporangia zijn geel en bolvormig en staan aan de stengel in de oksel van blaadjes. In het sporangium ontstaan uit de sporemoedercellen (of sporocyten) door meiose de haploïde sporen. Het sporangium is voorzien van een dik tapetum, dat de ontwikkelende haploïde spore van voedsel voorziet. Zodra de synangia rijp zijn, worden de sporen vrijgegeven en verspreid door de wind. De sporen zijn microscopisch klein, niervormig. De sporen zijn alle van gelijke grootte: er is geen onderscheid in mannelijke en vrouwelijke sporen. Psilotum wordt dan ook isospoor genoemd.
Als de sporen kiemen groeien ze uit tot gametofyten. De haploïde gametofyten groeien ondergronds, zijn eveneens mycoheterotroof en lijken op een stukje rizoom, maar produceren antheridia met de zaadcellen en archegonia met elk een eicel. De zaadcellen zijn voorzien van twee flagellen en zwemmen bij aanwezigheid van water hiermee naar de eicel en bevruchten deze.
Psilotum's bezitten slechts een weinig ontwikkelde vaatstelsel, bestaande uit buisvormige cellen die water door de plant transporteren, vergelijkbaar met het xyleem van de meer geëvolueerde vaatplanten. Met de bladeren ontbreekt ook het floëem, de vaatbundels die glucose, het eindproduct van de fotosynthese, van de bladeren naar de rest van de plant vervoert. Daarentegen bevatten alle stengels chlorofyl en dus de mogelijkheid om aan fotosynthese te doen.

## Taxonomie
Er is lange tijd discussie geweest over juiste plaatsing van Psilotum en het zustergeslacht Tmesipteris, waarbij ze door sommige auteurs als echte varens beschouwd werden en door anderen als afstammelingen van de eerste vaatplanten. Psilotum vertoont sterke gelijkenissen met het geslacht Cooksonia uit het Siluur en met Rhynia uit het recentere Devoon, twee geslachten die in het verleden tot de klasse Psilophyta behoorden, zodat ook Psilotum tot die klasse werd gerekend.
In de recente taxonomische beschrijving van Smith et al. (2006), gebaseerd op DNA-onderzoek, worden beide geslachten echter als enige in een aparte orde Psilotales onder de klasse Psilotopsida geplaatst, als zustergroep van de andere varens.
Het geslacht telt slechts 2 soorten, die echter onderling hybridiseren.

### Soorten
- Psilotum complanatum Sw. (1867)
- Psilotum nudum (L.) P.Beauv. (1805)
- Psilotum ×intermedium W.H.Wagner (1997) (= Psilotum complanatum × Psilotum nudum)

Geslacht: Psilotum

Soorten: P. complanatum · P. nudum · P. ×intermedium

Geslacht: Tmesipteris

Soorten: T. elongata · T. lanceolata · T. norfolkensis · T. obliqua · T. oblongifolia · T. ovata · T. parva · T. sigmatifolia · T. solomonensis · T. tannensis · T. truncata · T. vanuatensis · T. vieillardii